# Pehla Nasha
Pehla Nasha (en hindi: पहला नशा, en español: Primera intoxicación [como en el amor]) es una película de suspenso india y el debut del director Ashutosh Gowariker en el cine. Se estrenó el 13 de agosto de 1993. La película es una adaptación del suspenso Body Double (1984) de Brian De Palma. Deepak Tijori desempeña el papel principal junto a Pooja Bhatt, Raveena Tandon y Paresh Rawal. La película también tiene cameos de Aamir Khan, Sudesh Berry, Rahul Roy, Shahrukh Khan, Juhi Chawla y Saif Ali Khan como ellos mismos.
En ese momento, fue la única película que presentó a Aamir Khan y Shahrukh Khan en una escena junto con Saif Ali Khan, Rahul Roy y Sudesh Berry. Tras su lanzamiento, la película recibió malas críticas y fracasó en la taquilla.

## Argumento
Un actor decaído, Deepak Bakshi (Deepak Tijori), que tiene claustrofobia, se va a vivir como cuidador al departamento de su amigo (Jayant Kripalani) mientras él está fuera. Su amigo le muestra un telescopio que se usa para espiar un edificio del vecindario que alberga a una mujer hermosa. Deepak se dedica a espiar regularmente. Un día, mientras espiaba a la mujer, Deepak la ve atacada. Decide involucrarse y se mete en problemas con la policía, ya que ahora es sospechoso de asesinato. Más tarde, puede resolver el misterio superando su fobia y atrapando al asesino principal.

## Reparto
- Deepak Tijori como Deepak Bakshi.
- Raveena Tandon como Avantika Bajaj después de cirugía.
- Pooja Bhatt como Monica Sharma antes de la cirugía facial.
- Paresh Rawal como inspector Mazumdar.
- Jalal Agha como Mahesh Ahuja.
- Jayant Kripalani como amigo de Deepak.
- Amin Hajee como John.
- Karim Hajee como Jack.
- Makrand Deshpande
- Avtar Gill
- Aditya Lakhia
- Ramesh Goyal
- Kaushal Kapoor
- Mona
- Daya Shankar Pandey
- Jahangir Khan
- Aamir Khan como él mismo.
- Shahrukh Khan como él mismo.
- Saif Ali Khan como él mismo.
- Juhi Chawla como ella misma.
- Sudesh Berry como él mismo (aparición especial).
- Rahul Roy como él mismo.
- Shammi
- Sharad Sharma
- Anjan Srivastav como entrevistador.
- Bobby Khan como coreógrafo.
- Vinod Rathod

## Canciones
- «Aaj Raat Bas Mein (Part 1)» por Asha Bhosle
- «Aaj Raat Bas Mein (Part 2)» por Asha Bhosle
- «Mr. Zero Ban Gaya Hero» por Vinod Rathod
- «Nadiya Kinare» por Asha Bhosle, Vinod Rathod
- «Pyar Ki Raat» por Asha Bhosle, Vinod Rathod
- «Tu Hai Haseena» por Asha Bhosle, Vinod Rathod
- «Tum Kiss Liye Ho Bekarar» por Sadhana Sargam